# Флогопіт

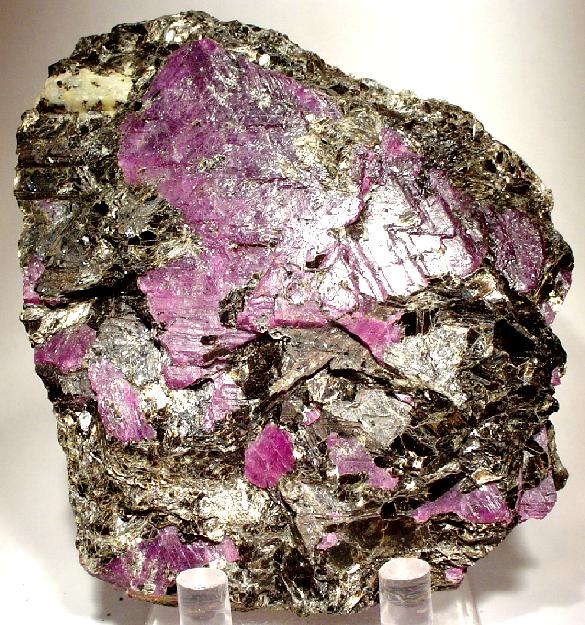
Флогопіт

Флогопіт — поширений мінерал класу силікатів, підклас листових силікатів, група слюд. Магніїстий різновид біотиту.
Синонім: слюда магнієва.

## Етимологія та історія
Флогопіт був вперше науково описаний у 1841 році німецьким мінералогом Августом Брейтгауптом, який досліджував «слюду, вирощену з серпентином у кальциті з Антверпена в штаті Нью-Йорк» і назвав її «Phengites Phlogopites» — скорочено флогопіт — за грецьким словом Φλογωπός phlogopos, «флогопос» — блискучий або «флогос» — вогнеподібний. Назва стосується часто напівпрозорих, червонуватих мерехтливих кристалів.

## Загальний опис
Хімічна формула: KMg3[AlSi3O10](F, OH)2.
Склад у % (з родовища Едвардс, штат Нью-Йорк, США): K2O — 8,52; MgO — 29,38; Al2O3 — 11,25; SiO2 — 45,05; H2O — 5,37.
Домішки: BaO, Cr2O3, Na2O, P2O5, FeO, Li2O, Fe2O3, MnO, CaO, NiO, TiO2, SrO, Cs2O.
Сингонія моноклінна. Призматичний вид. Кристали флогопіту стовпоподібні, короткопризматичні, пластинчаті, часто псевдогексагональні, з грубою штриховкою на гранях призми. Характерні двійники за базопінакоїдом, аґреґати лускаті, пластинчаті, зрідка волокнисті. Легко розщеплюється на пружні листочки. Спайність досконала по (001). Густина 2,8-3,0. Твердість 2-3. Колір червонувато- та жовтувато-бурий, зелений. Блиск скляний. На площинах спайності перламутровий полиск. Діелектрик. Походження Ф. магматичне, метаморфічне, метасоматичне.

## Поширення
Зустрічається в контактово-метасоматичних утвореннях і в пегматитових жилах, які перетинають доломітизовані вапняки або інші бідні на кремнезем та залізо-магнезіальні породи.
Також зустрічається в ультраосновних породах — таких як кімберліти, перидотити, лампроїти і серпентиніти.
Відомий також у метаморфічних породах.
Знайдений у контактово-метаморфізованих або метасоматичних мармурах Валь-Маленко (Італія), Адргура (Велика Британія), Піренеях (Франція), Карлінґфорд (Ірландія), Айрон-Гілл (шт. Колорадо, США), Прибайкалля (Слюдянка, Росія), у Приазов'ї (Україна). Зустрічається у кімберлітах (в ПАР, Канаді), карбонатитах (Ковдор, Росія). Є в межах Українського щита, зокрема, у Вінницькій області (Лукашівське родовище флогопіту). Використовують у будівництві, виробництві фарб, як термоізолятор тощо. Флогопіт деяких родовищ — потенційне джерело рідкісних металів.

## Різновиди
Розрізняють:
- флогопіт барієвий (різновид флогопіту, який містить до 1,3 % ВаО з місц. Мансйо, Швеція),
- флогопіт баріїстий (різновид флогопіту, що містить до 2,5 % ВаО),
- флогопіт–гекторит (місцева назва проміжного продукту зміни флогопіту, Гектор, шт. Каліфорнія, США)[8],
- флогопіт залізистий (різновид флогопіту з району Вяжна, Західна Моравія, що містить 6,77 % FeO),
- флогопіт залізний, ферифлогопіт (різновид флогопіту з пегматитів родовища Теширош, Японія, що містить 14,73 % Fe2O3),
- флогопіт манґанистий, манґан(о)флогопіт (різновид флогопіту з родовища Казо-Майн, Японія, що містить до 18,24 % MnO),
- флогопіт натріїстий (різновид флогопіту з родовища Маутерн, Австрія, що містить до 6 % Na2O),
- флогопіт титановий, титанфлогопіт (різновид флогопіту, що містить до 9 % ТіО2), флогопіт 1М, флогопіт 2М1, флогопіт 2М2 (політипні моноклінні модифікації флогопіту, які відрізняються складом елементарних комірок),
- флогопіт 3Т (політипна тригональна модифікація флогопіту),
- флуорфлогопіт (штучний флуористий флогопіт),
- тетраферифлогопіти (флогопіти, що містять тривалентне залізо у четверній координації; знайдені у лужно-ультраосновних породах Кольського півострова та у карбонанитах Сибіру).